# Ternana Calcio 2012-2013
Questa voce raccoglie le informazioni riguardanti la Ternana Calcio nelle competizioni ufficiali della stagione 2012-2013.

## Stagione
La stagione per gli umbri inizia l'11 agosto 2012, con la vittoria sul neutro di Gubbio in Coppa Italia contro il Trapani (partita valida per il 2º turno preliminare), formazione militante in Prima Divisione; la partita termina 2-0 per i rossoverdi, grazie ai gol di Luis Alfageme e Davide Sinigaglia. In Coppa Italia l'avventura delle Fere durerà solo 7 giorni, infatti vengono eliminate nel turno seguente contro il Cittadella, perdendo allo stadio Tombolato nei minuti di recupero per 0-1.
Nelle prime tre partite di campionato la Ternana incappa in altrettante sconfitte consecutive contro Pro Vercelli (0-1), Modena (0-1) e Bari (0-2). Il primo punto stagionale arriva in casa contro il Cesena, pareggiando 0-0 e rimanendo per la quarta gara consecutiva a secco di gol. Da qui in poi gli umbri conquisteranno sette risultati utili consecutivi, di cui quattro vittorie di fila, contro Empoli (2-0), Crotone (1-0), Novara (2-1) e Cittadella (3-1); pareggiando le partite contro Spezia (1-1), Vicenza (0-0) e Grosseto (1-1). Questi risultati portano la Ternana dall'ultimo al 4º posto in classifica, in piena zona play-off.
Nelle successive gare la Ternana perderà però molto terreno sulla zona promozione, restando a secco di vittorie per sei turni consecutivi; perde quattro partite contro Sassuolo (1-3), Brescia (0-1), Hellas Verona (0-2) e Varese (0-1), e ne pareggia due contro Reggina (1-1) e Virtus Lanciano. Torna alla vittoria l'8 dicembre contro la Juve Stabia (3-2) centrando la vittoria a otto minuti dalla fine, grazie a un gol di Antonino Ragusa. Termina il girone d'andata con due sconfitte contro Livorno e Ascoli (entrambe per 1-2).
Il girone di ritorno si apre con due vittorie contro Pro Vercelli (4-2) e Modena (2-1) e un pareggio a reti inviolate contro il Bari. Nelle successive partite i rossoverdi inanelleranno un gran numero di pareggi (9), molti dei quali contro squadre di alta classifica: Empoli (0-0), Novara (1-1), Sassuolo (0-0) e Livorno (1-1). Ottiene invece la vittoria contro Crotone, Vicenza, Brescia (tutte per 1-0) e Padova (2-1). Questi risultati portano gli umbri a salvarsi con largo anticipo sulla fine del campionato, visto il grande vantaggio accumulato sulla zona play-out e retrocessione diretta.
Nelle ultime gare la Ternana assume il ruolo di "guasta feste", infatti il pareggio per 1-1 contro l'Ascoli contribuì in maniera determinante alla retrocessione degli ascolani in Lega Pro; anche il pareggio ottenuto al 93' contro il Livorno, finì per inficiare nella perdita del 2º posto (e di conseguenza, della promozione diretta) da parte dei livornesi. I rossoverdi terminano la loro prima stagione dal ritorno in Serie B al 9º posto, con 53 punti.

## Divise e sponsor
Lo sponsor tecnico per la stagione 2012-2013 è Macron, mentre lo sponsor ufficiale è Insieme Protagonisti. La divisa è una maglia rossoverde a strisce verticali, pantaloncini neri e calzettoni neri. La seconda divisa è bianca con bordi sulle maniche rossoverdi, mentre la terza divisa è un completo grigio con banda rossoverde orizzontale sul petto.

## Organigramma societario
Area dirigenziale
- Patron: Edoardo Longarini
- Presidente e Amm. Delegato: Francesco Zadotti
- Direttore Sportivo: Vittorio Cozzella
- Team Manager: Gianni Rossi
- Segretario: Vanessa Fenili
- Resp. Relazioni Esterne: Elisabetta Manini

Area organizzativa
- Segreteria Amministrativa: Francesca Bernardini
- Segreteria Organizzativa: Francesca Caffarelli

Area comunicazione
- Area Comunicazione: Lorenzo Modestino
- Area Marketing: Vicario Communication

Area tecnica
- Allenatore: Domenico Toscano
- Allenatore in seconda: Michele Napoli
- Collaboratore tecnico: Luca Altomare
- Preparatore atletico: Pietro La Porta
- Preparatore portieri: Davide Quironi

Area medica
- Responsabile staff sanitario: Dr. Michele Martella
- Medico: Dr. Fabio Muzi
- Massaggiatore: Roberto Incontri, Michele Federici

## Rosa
Rosa aggiornata al 31 gennaio 2013.
| N. |                   | Ruolo | Calciatore                 |
| -- | ----------------- | ----- | -------------------------- |
| 1  | Italia (bandiera) | P     | Stefano Ambrosi (capitano) |
| 2  | Italia (bandiera) | D     | Salvatore Ferraro          |
| 3  | Italia (bandiera) | D     | Luigi Vitale               |
| 4  | Italia (bandiera) | C     | Massimo Gotti              |
| 5  | Italia (bandiera) | C     | Crocefisso Miglietta       |
| 6  | Italia (bandiera) | C     | Guido Di Deo               |
| 7  | Italia (bandiera) | C     | Alessandro Bernardi        |
| 8  | Italia (bandiera) | C     | Davide Carcuro             |
| 9  | Italia (bandiera) | A     | Gianluca Litteri           |
| 10 | Italia (bandiera) | A     | Angelo Raffaele Nolé       |
| 11 | Italia (bandiera) | A     | Davide Sinigaglia          |
| 12 | Italia (bandiera) | P     | Massimo Citino             |
| 13 | Italia (bandiera) | D     | Pasquale Fazio             |
| 14 | Italia (bandiera) | D     | Angelo Bencivenga          |
| 15 | Italia (bandiera) | D     | Maurizio Lauro             |

| N. |                         | Ruolo | Calciatore                     |
| -- | ----------------------- | ----- | ------------------------------ |
| 16 | Italia (bandiera)       | A     | Manuel Saleppico               |
| 17 | Italia (bandiera)       | D     | Fabio Pisacane (Vice capitano) |
| 18 | Italia (bandiera)       | C     | Stefano Botta                  |
| 19 | Italia (bandiera)       | D     | Biagio Meccariello             |
| 20 | Burkina Faso (bandiera) | C     | Salif Dianda                   |
| 21 | Argentina (bandiera)    | A     | Luis Alfageme                  |
| 22 | Italia (bandiera)       | P     | Alberto Brignoli               |
| 23 | Italia (bandiera)       | D     | Riccardo Brosco                |
| 24 | Italia (bandiera)       | C     | Fabio Ferrari                  |
| 26 | Italia (bandiera)       | D     | Matteo Ciofani                 |
| 27 | Italia (bandiera)       | A     | Antonino Ragusa                |
| 29 | Italia (bandiera)       | A     | Riccardo Maniero               |
| 33 | Italia (bandiera)       | A     | Fabio Ceravolo                 |
| 34 | Italia (bandiera)       | C     | Matteo Scozzarella             |
| 35 | Italia (bandiera)       | D     | Alberto Masi                   |

## Calciomercato

### Sessione estiva(dall'1/7 al 31/8)
| Acquisti | Acquisti            | Acquisti       | Acquisti                         |
| R.       | Nome                | da             | Modalità                         |
| -------- | ------------------- | -------------- | -------------------------------- |
| P        | Alberto Brignoli    | Lumezzane      | compartecipazione                |
| D        | Riccardo Brosco     | Pescara        | prestito                         |
| D        | Pasquale Fazio      | Fidelis Andria | risoluzione comproprietà         |
| D        | Matteo Ciofani      |                | svincolato                       |
| D        | Nicola Galli        | Clitunno       | definitivo                       |
| D        | Maurizio Lauro      | Cesena         | definitivo                       |
| D        | Biagio Meccariello  | Fidelis Andria | definitivo (0,25 milioni €)      |
| D        | Luigi Vitale        | Napoli         | prestito con diritto di riscatto |
| C        | Alessandro Bernardi | Nocerina       | risoluzione comproprietà         |
| C        | Stefano Botta       | svincolato     |                                  |
| C        | Salif Dianda        | Verona         | compartecipazione                |
| C        | Guido Di Deo        | svincolato     |                                  |
| A        | Luis Alfageme       | Grosseto       | definitivo                       |
| A        | Pietro Balistreri   | Perugia        | fine prestito                    |
| A        | Nicolao Dumitru     | Napoli         | prestito                         |
| A        | Riccardo Maniero    | Juventus       | compartecipazione                |
| A        | Antonino Ragusa     | Pescara        | prestito                         |
| A        | Leonardo Taurino    | Taranto        | definitivo                       |

| Cessioni | Cessioni            | Cessioni | Cessioni      |
| R.       | Nome                | a        | Modalità      |
| -------- | ------------------- | -------- | ------------- |
| P        | Carlo Camilli       |          | svincolato    |
| P        | Fabio Virgili       |          | svincolato    |
| D        | Matteo Camillini    |          | svincolato    |
| D        | Roberto De Giosa    |          | svincolato    |
| D        | Mariano Stendardo   |          | svincolato    |
| C        | Andrea Arrigoni     |          | svincolato    |
| C        | Maximiliano Cejas   |          | svincolato    |
| C        | Claudio Della Penna |          | svincolato    |
| C        | Tobia Fusciello     |          | svincolato    |
| A        | Pietro Balistreri   | Foligno  | definitivo    |
| A        | Domenico Danti      | Vicenza  | fine prestito |
| A        | Emilio Docente      |          | svincolato    |
| A        | Stefano Giacomelli  | Pescara  | fine prestito |

### Sessione invernale(dall'3/1 al 31/1)
| Acquisti | Acquisti           | Acquisti | Acquisti                         |
| R.       | Nome               | da       | Modalità                         |
| -------- | ------------------ | -------- | -------------------------------- |
| D        | Alberto Masi       | Juventus | prestito con diritto di riscatto |
| C        | Angelo Bencivenga  | Parma    | prestito con diritto di riscatto |
| C        | Matteo Scozzarella | Atalanta | prestito                         |
| A        | Fabio Ceravolo     | Reggina  | definitivo (0,5 milioni €)       |

| Cessioni | Cessioni        | Cessioni | Cessioni      |
| R.       | Nome            | a        | Modalità      |
| -------- | --------------- | -------- | ------------- |
| A        | Nicolao Dumitru | Napoli   | fine prestito |

## Risultati

### Serie B

#### Girone di andata
| Arbitro: | La Penna (Roma) |

|               |           |  |
| Di Piazza 13’ | Marcatori |  |

| Arbitro: | Tommasi (Bassano del Grappa) |

|  |           |            |
|  | Marcatori | 50’ Stanco |

| Arbitro: | Fabbri (Ravenna) |

|                     |           |  |
| Iunco 1’ Caputo 29’ | Marcatori |  |

| Terni 15 settembre 2012, ore 15:00 CEST 4ª giornata | Ternana                           | 0 – 0 | Cesena | Stadio Libero Liberati (6.142 spett.)\| Arbitro: \| Candussio (Cervignano del Friuli) \| |
| Arbitro:                                            | Candussio (Cervignano del Friuli) |       |        |                                                                                          |

| Arbitro: | Manganiello (Pinerolo) |

|  |           |                                |
|  | Marcatori | 16’ (aut.) Pratali 87’ Dumitru |

| Arbitro: | Abbattista (Molfetta) |

|            |           |  |
| Dianda 77’ | Marcatori |  |

| Arbitro: | Giancola (Vasto) |

|              |           |                      |
| González 78’ | Marcatori | 13’ Nolè 49’ Litteri |

| Arbitro: | Borriello (Mantova) |

|                          |           |                |
| Nolè 12’ Vitale 18’, 76’ | Marcatori | 27’ Di Roberto |

| Arbitro: | Merchiori (Ferrara) |

|                          |           |             |
| D. Di Gennaro 90’ (rig.) | Marcatori | 56’ Litteri |

| Terni 20 ottobre 2012, ore 15:00 CEST 10ª giornata | Ternana            | 0 – 0 | Vicenza | Stadio Libero Liberati (6.820 spett.)\| Arbitro: \| Velotto (Grosseto) \| |
| Arbitro:                                           | Velotto (Grosseto) |       |         |                                                                           |

| Arbitro: | Di Bello (Brindisi) |

|           |           |          |
| Jadid 71’ | Marcatori | 41’ Nolè |

| Arbitro: | Cervellera (Taranto) |

|            |           |                                           |
| Brosco 84’ | Marcatori | 63’ Valeri 65’ Pavoletti 90+2’ Magnanelli |

| Arbitro: | Abbattista (Molfetta) |

|          |           |  |
| Saba 19’ | Marcatori |  |

| Arbitro: | Irrati (Pistoia) |

|  |           |                                 |
|  | Marcatori | 67’ (rig.) Cacia 90+4’ Martinho |

| Arbitro: | Mariani (Aprilia) |

|           |           |             |
| Viola 84’ | Marcatori | 66’ Maniero |

| Arbitro: | Castrignanò (Brindisi) |

|                               |           |                          |
| Litteri 39’ Vitale 72’ (rig.) | Marcatori | 42’ Di Cecco 88’ Falcone |

| Arbitro: | La Penna (Roma) |

|            |           |  |
| Ebagua 54’ | Marcatori |  |

| Arbitro: | Pairetto (Nichelino) |

|                                   |           |                              |
| Alfageme 5’ Vitale 59’ Ragusa 82’ | Marcatori | 76’ Caserta 78’ Scognamiglio |

| Arbitro: | Giancola (Vasto) |

|                      |           |           |
| Siligardi 45+1’, 76’ | Marcatori | 23’ Fazio |

| Arbitro: | Pasqua (Tivoli) |

|          |           |                            |
| Nolè 35’ | Marcatori | 55’ Zaza 60’ (aut.) Brosco |

| Padova 26 dicembre 2012, ore 15:00 CET 21ª giornata | Padova                 | 0 – 0 | Ternana | Stadio Euganeo (6.600 spett.)\| Arbitro: \| Manganiello (Pinerolo) \| |
| Arbitro:                                            | Manganiello (Pinerolo) |       |         |                                                                       |

#### Girone di ritorno
| Arbitro: | Fabbri (Ravenna) |

|                                          |           |                                  |
| Alfageme 30’ Litteri 41’ Vitale 43’, 62’ | Marcatori | 56’ (rig.) Tiribocchi 67’ Zigoni |

| Arbitro: | Castrignanò (Brindisi) |

|                      |           |                           |
| Ardemagni 84’ (rig.) | Marcatori | 81’, 90+4’ (rig.) Litteri |

| Terni 2 febbraio 2013, ore 15:00 CET 24ª giornata | Ternana              | 0 – 0 | Bari | Stadio Libero Liberati (5.359 spett.)\| Arbitro: \| Pairetto (Nichelino) \| |
| Arbitro:                                          | Pairetto (Nichelino) |       |      |                                                                             |

| Arbitro: | Pasqua (Tivoli) |

|           |           |  |
| Succi 89’ | Marcatori |  |

| Terni 16 febbraio 2013, ore 15:00 CET 26ª giornata | Ternana               | 0 – 0 | Empoli | Stadio Libero Liberati (5.039 spett.)\| Arbitro: \| Abbattista (Molfetta) \| |
| Arbitro:                                           | Abbattista (Molfetta) |       |        |                                                                              |

| Arbitro: | Merchiori (Ferrara) |

|  |           |                   |
|  | Marcatori | 50’ (rig.) Vitale |

| Arbitro: | Palazzino (Ciampino) |

|                    |           |               |
| Maniero 75’ (rig.) | Marcatori | 57’ Fernandes |

| Arbitro: | Manganiello (Pinerolo) |

|             |           |  |
| Minesso 12’ | Marcatori |  |

| Terni 9 marzo 2013, ore 15:00 CET 30ª giornata | Ternana                | 0 – 0 | Spezia | Stadio Libero Liberati (4.700 spett.)\| Arbitro: \| Castrignanò (Brindisi) \| |
| Arbitro:                                       | Castrignanò (Brindisi) |       |        |                                                                               |

| Arbitro: | Ciampi (Roma) |

|  |           |             |
|  | Marcatori | 45’ Litteri |

| Terni 19 marzo 2013, ore 15:00 CET 32ª giornata | Ternana          | 0 – 0 | Grosseto | Stadio Libero Liberati (5.132 spett.)\| Arbitro: \| Fabbri (Ravenna) \| |
| Arbitro:                                        | Fabbri (Ravenna) |       |          |                                                                         |

| Modena 24 marzo 2013, ore 15:00 CET 33ª giornata | Sassuolo      | 0 – 0 | Ternana | Stadio Alberto Braglia (3.000 spett.)\| Arbitro: \| Roca (Foggia) \| |
| Arbitro:                                         | Roca (Foggia) |       |         |                                                                      |

| Arbitro: | Nasca (Bari) |

|            |           |  |
| Vitale 73’ | Marcatori |  |

| Arbitro: | Gavillucci (Latina) |

|                            |           |              |
| N. Ferrari 46’ Sgrigna 53’ | Marcatori | 67’ Bernardi |

| Arbitro: | La Penna (Roma) |

|             |           |  |
| Litteri 21’ | Marcatori |  |

| Arbitro: | Borriello (Mantova) |

|            |           |                |
| Turchi 38’ | Marcatori | 45+1’ Ceravolo |

| Arbitro: | Ciampi (Roma) |

|  |           |                  |
|  | Marcatori | 47’ Neto Pereira |

| Arbitro: | Manganiello (Pinerolo) |

|           |           |              |
| Bruno 14’ | Marcatori | 81’ Alfageme |

| Arbitro: | Baracani (Firenze) |

|               |           |                |
| Carcuro 90+3’ | Marcatori | 58’ Belingheri |

| Arbitro: | Pinzani (Empoli) |

|          |           |                   |
| Ricci 1’ | Marcatori | 61’ (rig.) Vitale |

| Arbitro: | Giancola (Vasto) |

|                                 |           |                   |
| Vitale 4’ (rig.) Bencivenga 59’ | Marcatori | 49’ (rig.) Cutolo |

### Coppa Italia

#### Secondo turno
| Arbitro: | Pasqua (Tivoli) |

|                            |           |  |
| Alfageme 4’ Sinigaglia 14’ | Marcatori |  |

#### Terzo turno
| Arbitro: | Giacomelli (Trieste) |

|                  |           |  |
| Di Roberto 90+4’ | Marcatori |  |

## Statistiche
Statistiche aggiornate al 18 maggio 2013

### Statistiche di squadra
| Competizione | Punti | In casa | In casa | In casa | In casa | In casa | In casa | In trasferta | In trasferta | In trasferta | In trasferta | In trasferta | In trasferta | Totale | Totale | Totale | Totale | Totale | Totale | DR |
| Competizione | Punti | G       | V       | N       | P       | Gf      | Gs      | G            | V            | N            | P            | Gf           | Gs           | G      | V      | N      | P      | Gf     | Gs     | DR |
| ------------ | ----- | ------- | ------- | ------- | ------- | ------- | ------- | ------------ | ------------ | ------------ | ------------ | ------------ | ------------ | ------ | ------ | ------ | ------ | ------ | ------ | -- |
| Serie B      | 53    | 21      | 7       | 9       | 5       | 21      | 19      | 21           | 5            | 8            | 8            | 16           | 19           | 42     | 12     | 17     | 13     | 37     | 38     | -1 |
| Coppa Italia | -     | 1       | 1       | 0       | 0       | 2       | 0       | 1            | 0            | 0            | 1            | 0            | 1            | 2      | 1      | 0      | 1      | 2      | 1      | +1 |
| Totale       | -     | 22      | 8       | 9       | 5       | 23      | 19      | 22           | 5            | 8            | 9            | 16           | 20           | 44     | 13     | 17     | 14     | 39     | 39     | 0  |